# Todd Crow
Todd Crow (* 25. Juli 1945 in Santa Barbara, Kalifornien) ist ein US-amerikanischer Pianist und Musikpädagoge.
Crow studierte an der University of California, der Juilliard School of Music und an der Music Academy of the West. Zu seinen Lehrern zählten Erno Dániel, Ania Dorfmann und Emanuel Bay. Er erhielt dreizehnjährig ein Kompositionsstipendium der Epstein Foundation of Chicago und gewann fünfzehnjährig die Santa Barbara Symphony Young Artists Competition. Seit 1969 unterrichtet er am Vassar College, wo er die George-Sherman-Dickinson-Professur für Musik innehat.
Als Pianist trat Crow u. a. in England, Italien, Israel und der Tschechischen Republik, in der National Gallery of Art (Washington), dem Concertgebouw (Amsterdam), der Wigmore Hall (London) und im Metropolitan Museum of Art (New York) auf. Er debütierte 1986 mit dem London Philharmonic Orchestra im Barbican Centre und 1992 mit dem American Symphony Orchestra in der Carnegie Hall und arbeitete mit Ensembles wie dem Daedalus Quartet, dem Jupiter Quartet und dem Miró String Quartet und namhaften Solisten, darunter Benny Goodman, zusammen. 1986 erhielt er den University of California’s Distinguished Alumni Award.
Seit 1996 ist Crow Pianist und musikalischer Direktor des Mt. Desert Festival of Chamber Music in Northeast Harbor, Maine. Auf CD nahm er u. a. Sonaten Joseph Haydns und Franz Schuberts, Liszts Klaviertranskription von Berlioz’ Symphonie fantastique, Kompositionen von Sergei Tanejew und Ernst von Dohnányi, Ernst Tochs Erstes Klavierkonzert und (mit Mark Shuman) alle Kompositionen von Mendelssohn für Cello und Klavier auf.